# Лизьё-1
Лизьё-1 (фр. Lisieux  1er Canton) — упраздненный кантон во Франции, находился в регионе Нижняя Нормандия. Департамент кантона — Кальвадос. Входил в состав округа Лизьё. Население кантона на 2006 год составляло 13 212 человек.
Код INSEE кантона 1421. Всего в кантон Лизьё-1 кантон входило 17 коммун, из них главной коммуной являлась Лизьё.

## Коммуны кантона
- Бёвилле — население 1197 чел.
- Кордебюгль — население 117 чел.
- Куртон-ла-Мёрдрак — население 691 чел.
- Фогернон — население 235 чел.
- Фирфоль — население 432 чел.
- Фюмишон — население 269 чел.
- Гло — население 899 чел.
- Эрмиваль-ле-Во — население 832 чел.
- Л’Отельри — население 289 чел.
- Ле-Мений-Гийом — население 518 чел.
- Ле-Пен — население 680 чел.
- Мароль — население 643 чел.
- Муайо — население 1307 чел.
- Уйи-дю-Уле — население 187 чел.
- Уйи-ле-Виконт — население 746 чел.
- Рок — население 318 чел.